# Elcaset

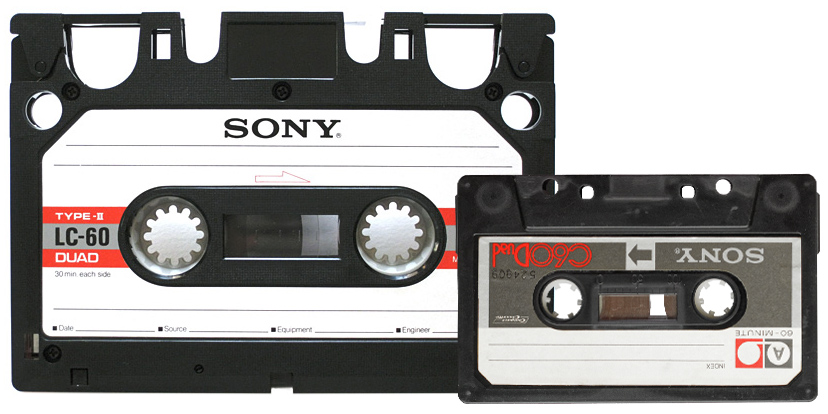
Elcaset (чёрная) и обычная компакт-кассета (серая)

Elcaset (элькассет) — формат кассеты для аналоговой звукозаписи на магнитную ленту, предложенный Sony в 1976 году как «высококачественная» альтернатива компакт-кассете.
У истоков возникновения нового формата было ошибочное предположение, что компакт-кассета никогда не сможет стать качественной и одновременно массовой заменой катушечным магнитофонам из-за высокого уровня шумов, узкого диапазона воспроизводимых частот и качества самих кассетных лентопротяжных механизмов. Конструкторы Sony предпочли вернуться к проверенной временем магнитной ленте шириной 6,35 мм (как в катушечных магнитофонах), протягиваемой со скоростью 9,53 см/c (вдвое выше, чем в кассетной технике). В результате Elcaset с размерами 152×106×18 мм существенно превосходил по размерам компакт-кассету, приближаясь к размерам видеокассеты стандарта VHS.
В отличие от компакт-кассеты, лента которой всегда находится внутри корпуса, механизм магнитофона Elcaset при воспроизведении и записи физически вытягивал ленту за пределы корпуса — так же, как это делает кассетный видеомагнитофон. Это позволяло использовать отработанные конструкции головок, применявшихся в катушечных магнитофонах (качественные малогабаритные головки для ленты шириной 3,81 мм ещё были чрезмерно дороги), упрощало кинематику лентропротяжого механизма. Ещё одним отличием от компакт-кассеты было то, что ведущий вал располагался с внешней стороны от плёнки, а прижимной ролик — с внутренней (для него в корпусе Elcaset были предусмотрены широкие пазы). Для защиты ленты в кассете предусматривались две подпружиненные створки, однако, в отличие от видеокассеты, часть ленты оставалась открытой. Elcaset комплектовались лентами типа Normal или двуслойными Fe-Cr, продававшихся под марками Sony и Technics.
Sony подготовила для выпуска на рынок как минимум 5 моделей магнитофонов Elcaset разного уровня (включая один переносной), известно и о стационарных моделях фирм JVC, TEAC и Technics. Фактически в продажу пошли три стационарные модели, выпускавшиеся одновременно под марками Sony и Wega при ценах от 500 до 1000 долларов США — сравнимо с флагманскими компакт-кассетными моделями тех же фирм и существенно меньше, чем кассетные модели Nakamichi. По утверждению Sony, на средних и высоких частотах динамический диапазон Elcaset превосходил компакт-кассету на 10-15 децибел и обеспечивал частотный диапазон от 15 до 27 000 Гц.
Вскоре после выхода в Японии первых Elcaset развитие компакт-кассетной техники и массовый выпуск кассет с хромдиоксидным рабочим слоем существенно сузили разрыв между возможностями доступного кассетного магнитофона и ожиданиями массового потребителя. Поэтому сама Sony приняла решение свернуть программу Elcaset и сосредоточиться на доводке обычных кассетных магнитофонов, одновременно готовя к запуску новый цифровой стандарт, не позволяющий пользователю записывать копии — компакт-диск. В 1979 году производство Elcaset было прекращено. Нераспроданная техника и кассеты были проданы с аукциона финскому оптовику Hirvox, В результате около 2000 дек (в основном, EL-7 и EL-5) были распроданы в Финляндии по совершенно бросовым ценам от 140 до 230 $, причём бонусом к каждому аппарату прилагалось 25 чистых кассет. Таким образом, в Финляндии осел крупнейший в мире парк Elcaset-техники.